# Queen River
Der Queen River ist ein Fluss im Westen des australischen Bundesstaates Tasmanien.

## Geografie

### Flusslauf
Der fast 13 Kilometer lange Queen River entspringt an den Südwesthängen des Mount Lyell nordöstlich von Queenstown. Von dort fließt er nach Süden, unterquert den Lyell Highway und durchquert dann die Stadt. Rund drei Kilometer östlich der Siedlung Rinadeena und acht Kilometer südlich von Queenstown mündet er in den King River.

### Nebenflüsse mit Mündungshöhen
Er hat folgende Nebenflüsse:
- Princess Creek – 76 m

## Wasserverschmutzung
Über 80 Jahre lang musste der Queen River den Abraum der Bergwerke der Mount Lyell Mining and Railway Company und das Abwasser der Stadt ungeklärt aufnehmen. Man nimmt an, dass auf diese Weise etwa 100 Mio. Tonnen Abraum in den Fluss verfrachtet wurde, der dann in den Unterlauf des King River eingeleitet wurde und so zu Ausbildung eines Deltas im Macquarie Harbour führte.
Das Mount Lyell Remediation and Research and Demonstration Program sorgte vor einigen Jahren dafür, dass Auffangbecken für den Abraum aus den Bergwerken geschaffen wurden und somit die Abfall- und Abwassereinleitungen in den Fluss abnahmen. Dieser hat heute wieder eine rostbraune Farbe und ist nicht mehr silbergrau, wie früher.

## Eisenbahn
Entlang des Flusses verläuft ein Teil der Strecke der alten Zahnradbahn, die in den 1960er-Jahren aufgelassen und zwischenzeitlich wieder aufgebaut wurde und als West Coast Wilderness Railway für Touristen betrieben wird.
Südlich von Queenstown liegt die Siedlung Lynchford am Fluss, wo eine Goldmine und andere Bergwerke in der ersten Tagen der Eisenbahn betrieben wurden.